# Aliança Nacional Somali
L'Aliança Nacional Somali és un partit polític de Somàlia format per l'aliança de quatre partits.
Aquests partits reunits a Bardera el 12 d'agost de 1992 van acordar una estructura conjunta i un programa comú. Els partits eren: 
- Congrés de la Somàlia Unificada, facció del general Muhammad Fara Hassan, àlies Aydid
- Facció del coronel Mohamed Nur Aliyou del Moviment Democràtic de Somàlia
- Moviment Nacional Somali del Sud
- Facció del coronel Jess del Moviment Patriòtic de Somàlia

L'Aliança Nacional Somali es va organitzar com a grup polític mentre les milícies dels quatre grups es van unificar estratègicament en una organització militar anomenada Exèrcit d'Alliberament Somali.
La facció d'Aydid fou coneguda entre 1992 i 2001 com l'Aliança Nacional Somali, per la mínima significació de les altres tres faccions. La direcció de l'organització, a la mort d'Aydid el 2 d'agost de 1996, la va assolir el seu fill Hussein Mohamed Farah Aydid jr. (4 d'agost)